# Hornsgatan nattetid
Hornsgatan nattetid är en oljemålning av Eugène Jansson. Den målades 1902 och ingår sedan 1915 i samlingarna på Nationalmuseum i Stockholm. Samma år målade han Hornsgatan som är en liknande tavla med samma motiv. Den förvärvade Ernest Thiel av konstnären och är idag utställd på Thielska galleriet.  
Jansson, som ofta benämns "Blåmålaren", var landskapsmålare i staden. Han var född i Stockholm och sedan 1891 boende på Timmermansgatan, en tvärgata till Hornsgatan på Södermalm. Där fann han sin mest bekanta motivkrets: nattliga vyer i djupt blå färger, där ljuset från gatlyktor smälter samman med andra av stadsrummets delar på ett sätt som kommer bekanta miljöer att framstå som främmande. Som i Hornsgatan nattetid, där gasbelysningen skapar virvlar och vågmönster på den tomma Stockholmsgatan. Det suggestiva skådespelet har ett formspråk som är nära besläktat med tidens jugendstil.  

## Thielska galleriets version
Thielska galleriets version är också en oljemålning på duk med något mindre dimensioner (130 x 160 cm).

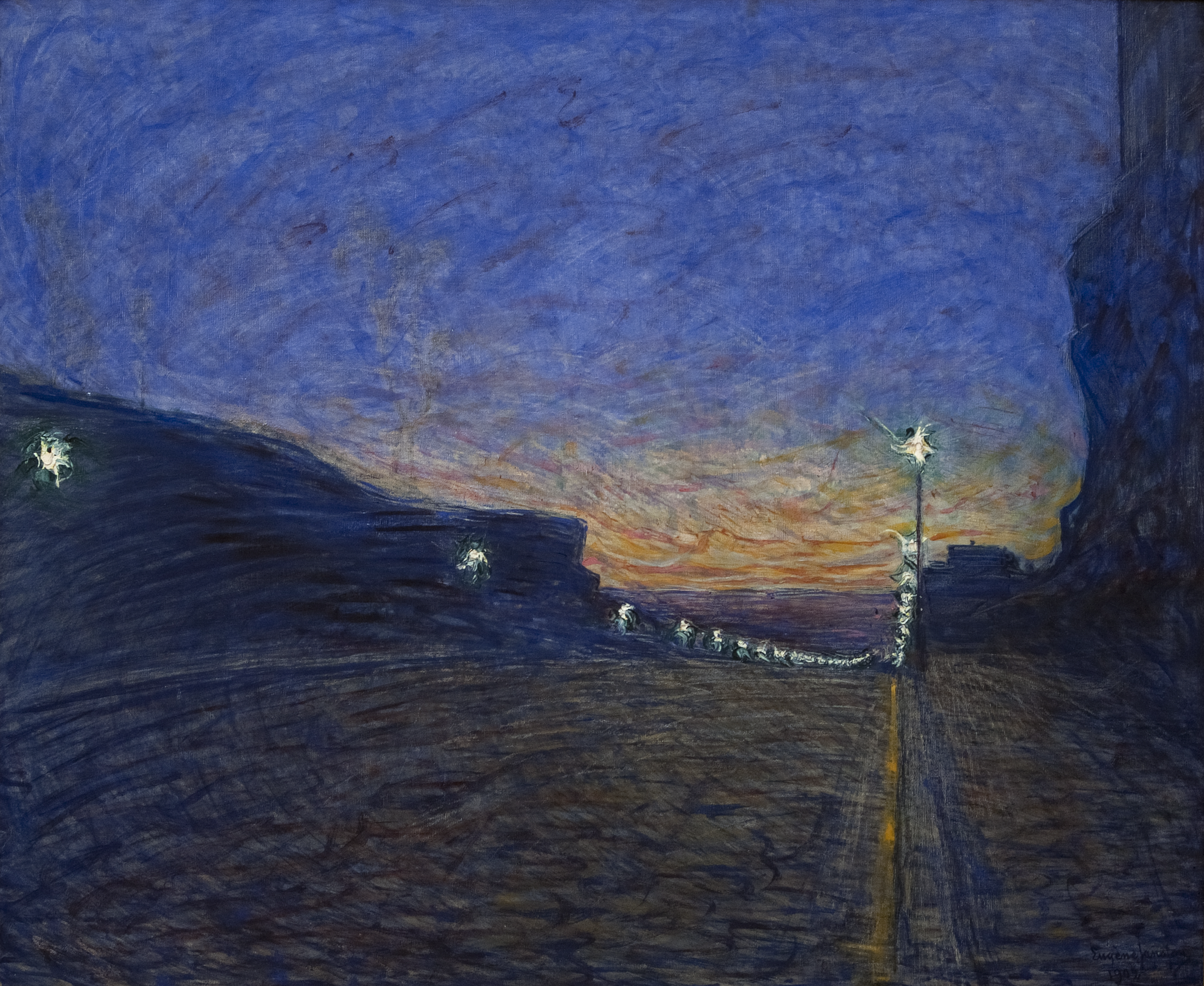
Eugène Janssons Hornsgatan (1902).